# 리소토

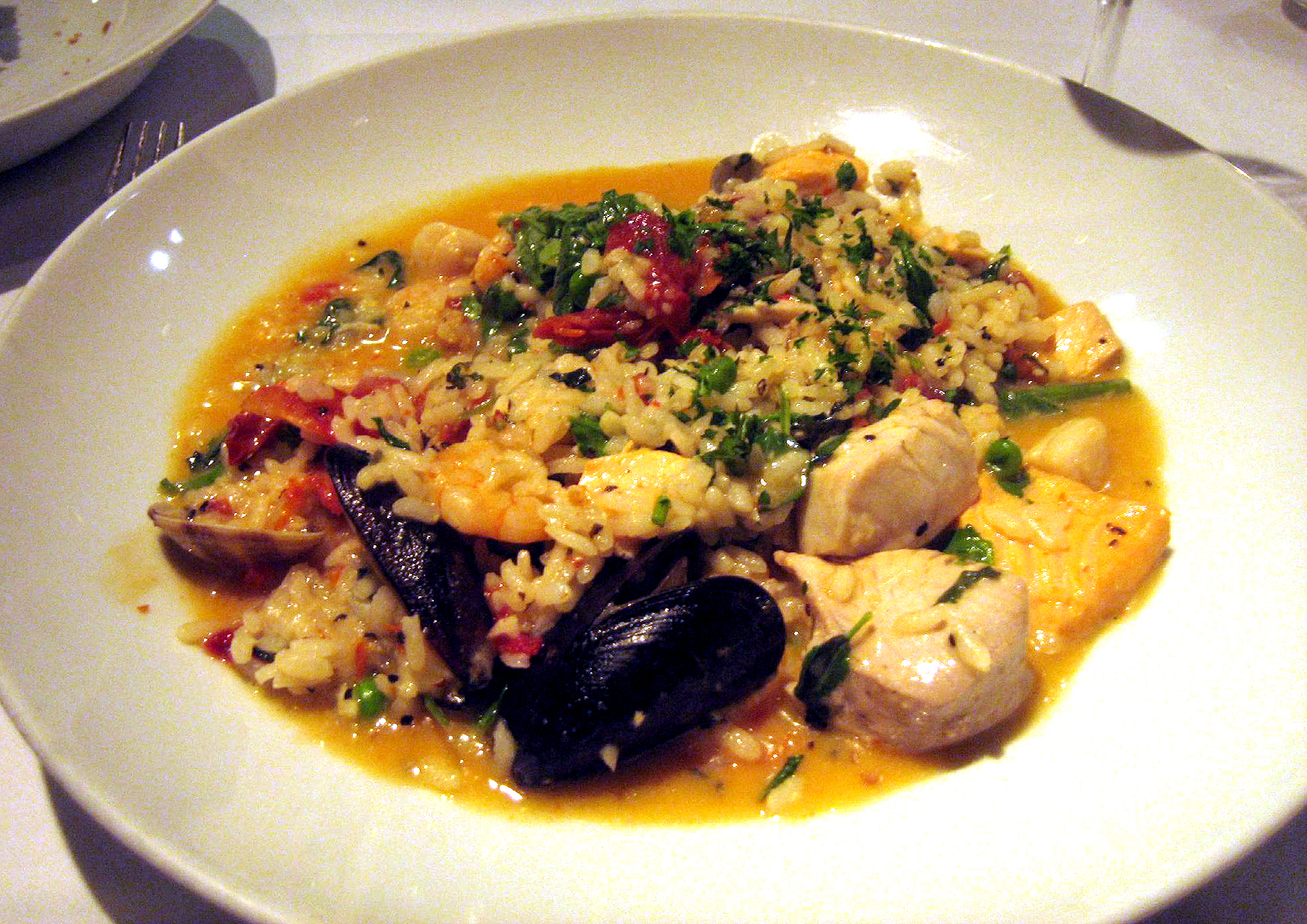
해산물 리소토

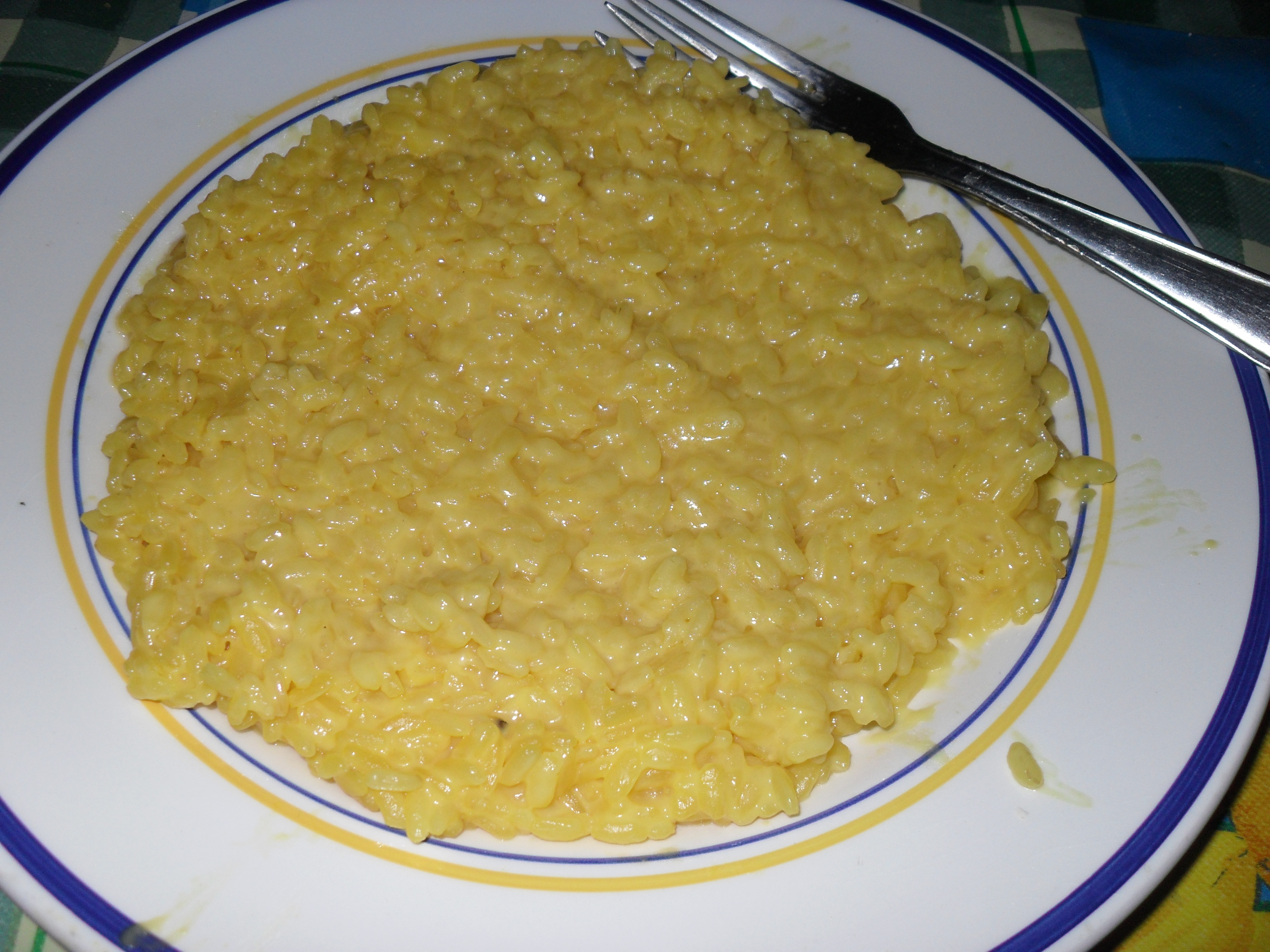
밀라노 리소토

리소토(이탈리아어: risotto, riso는 영어로 rice란 의미)는 이탈리아의 전통 요리로서 해당 지역의 쌀을 이용하여 만드는 여러 음식 가운데 하나이다.
파스타와 함께 전식인 프리모 피아토(Primo Piatto)에서 주로 내놓으며, 점심의 한 끼 식사로도 이용하고 있다. 전식에서는 소량의 리소토를 내놓고, 점심에는 생선이나 관자살을 얹어 양을 충분히 한 리소토를 내놓은 경우가 보통이다.

## 유래
북부 이탈리아에서 유래했다고 전해지며 그중에서도 지금의 피에몬테주 동부와 롬바르디아주 일대의 포강 유역에서 유래했다고 전한다. 이것이 포강 인근의 리구리아주에서 에밀리아로마냐주까지 퍼진 것으로 보고 있다.
북부 이탈리아에서는 이미 15세기부터 쌀을 생산하기 시작하였으며 자연스럽게 쌀을 활용한 음식을 만들어내면서 리소토가 탄생한 것으로 보고 있는데 이탈리안 리소토도 15세기 중후반 시절 북부 이탈리아 피에몬테 지방에서 기원하고 이외 여타 유럽 국가에서도 이탈리아로 사관(使官)이 드나들면서 이후 16세기 초반에 접어들면서 이탈리아 피에몬테 주 토리노에서 서서히 독일 함부르크 주 함부르크에도 본격 전파되어 리조토라는 독일어 명칭으로도 유명한 것으로 사료되고 있다. 아직 현재에도 북부 이탈리아의 포강 유역은 이탈리아 최대의 쌀 생산지이기도 하다.

## 조리법
리소토를 요리하려면 냄비에 버터나 올리브유를 두르고 불리지 않은 쌀을 넣고 쌀이 조금 익어 갈 때까지 볶아야 한다. 쌀을 볶아낸 뒤 뜨거운 닭고기 육수를 붓고 계속 저어주면서 익힌다. 육수는 천천히 부어가면서 저어주되, 너무 오래 익히지 않는 것이 중요하다.
쌀은 여러 가지 쌀이 모두 적합하기는 하지만 가장 선호되는 쌀은 아르보리오(arborio)와 카르나롤리(carnaroli)다. 이 쌀들은 녹말 함량이 높아 단단하고 찰지며, 익힌 뒤의 쌀알이 굉장히 부드럽고 윤기가 흐르는 것이 특징이다. 쌀을 볶을 때 파스타처럼 쌀알 가운데 단단한 부위인 심이 반 정도 남아있는 상태인 알 덴테(al dente)로 조리한다. 조리후 약간 끈적끈적한 느낌이 나도록 해야 하는데 이를 all'onda라고 한다.
요리를 하면 내오기 전에 파르미자노 레자노 치즈를 흩뿌려 주고 그 다음에 조리된 해산물을 올린다. 초보자들이 하는 실수는 치즈를 너무 빨리 올리는 것인데 그렇게 하면 쌀알이 지나치게 기름지게 돼서 나중에는 맛이 느끼해져 버릴 수도 있다. 원래 리소토에는 파르미자노 레자노를 넣지 않았으나, 최근에 들어서는 소량을 넣는 경우도 있다.

## 종류
리소토는 각 지방의 대표적인 식재료를 응용한 수천 가지 종류가 존재하지만 크게는 육류, 채소, 해산물 종류로 구분할 수 있다. 과일이나 와인을 어떤 식으로 첨가하는가에 따라서 구분이 가능하기도 하다. 북부 이탈리아의 해안지방에서는 생선이나 조개와 새우 등의 해산물이, 산악지역에서는 버섯과 아스파라거스를 사용한 야채와 육류 등이 사용된다.
밀라노에서는 값 비싼 향신료인 샤프란을 이용한 샤프란 리소토가 있는데, 샤프란 때문에 노란색을 띠는 특징이 있다. 샤프란 리소토는 16세기 초 성당의 스테인드글라스 창문에 색을 입히기 위해 샤프란을 사용하던 한 일꾼이 리소토에 사용하게 된 것이 유래라고 한다.
리구리아 지역에는 소시지와 아티초크를 넣고 구운 리소토가 있다. 아티초크의 맛이 충분히 배어들도록 해야하기 때문에 일정 시간 전에 미리 만들어 놓아야 한다. 부드럽고 섬세한 맛을 지닌 송아지의 흉선 부위를 넣기도 한다.

## 같이 보기
- 파에야
- 이탈리아 요리
- 미국 요리
- 갈리냐다
- 볶음밥

## 참고 서적
- Barrett, Judith, and Wasserman, Norma (1987). Risotto. New York: Scribner. ISBN 0-02-030395-5.
- Hazan, Marcella (1992). Essentials of Classic Italian Cooking. New York: Alfred A. Knopf. ISBN 0-394-58404-X.